# Exèrcit Democràtic de Grècia
El Exèrcit Democràtic de Grècia (en grec: Δημοκρατικός Στρατός Ελλάδας), a vegades abreujat simplement amb els seus inicials en grec: DSE (ΔΣΕ), va ser el cos armat creat pel Partit Comunista de Grècia durant la Guerra Civil Grega, i va estar actiu entre 1946 i 1949 lluitant contra el govern pro-occidental establert a Atenes, que comptava amb suport britànic i nord-americà. Al seu torn, el DSE comptava amb el suport de l'URSS, l'Albània d'Enver Hoxha i durant un temps també va comptar amb el suport de la Iugoslàvia del Mariscal Tito.

## Història

Bases de l'Exèrcit Democràtic de Grècia i rutes d'entrada a Grècia

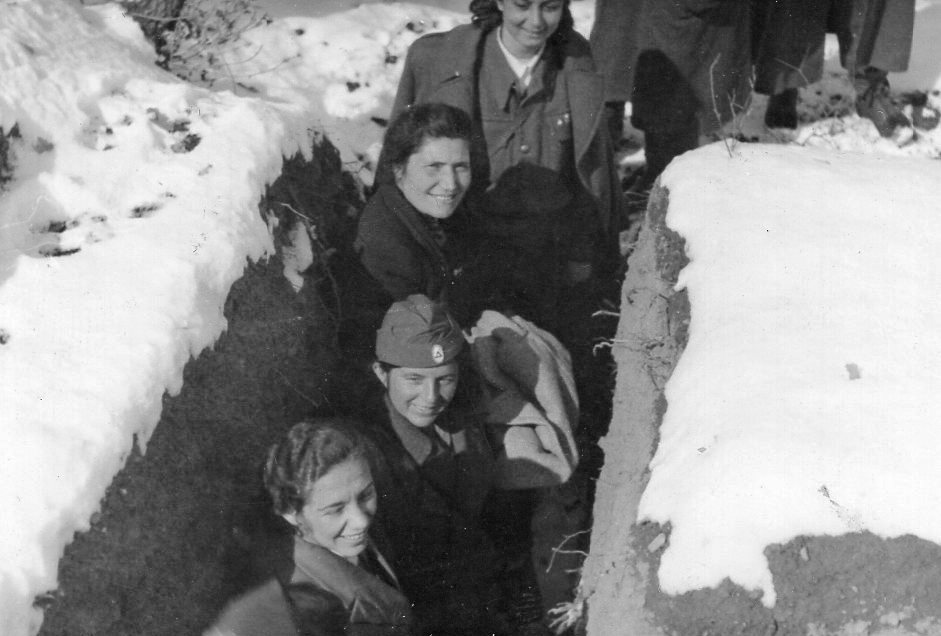
Combatents de l'Exèrcit Democràtic de Grècia en trinxeres

Després de l'alliberament de Grècia de l'ocupació del Eix, va començar una caça de bruixes de ciutadans d'esquerra, comunistes i oficials de la insurrecció antifeixista. En 1945 l'Exèrcit britànic, al costat de l'Exèrcit Nacional del govern d'Atenes, que tenia 60.000 tropes, 200 tancs, i 80 aeroplans disponibles per combatre el Front d'Alliberament Nacional, l'organització principal de la resistència grega contra l'Eix, prominentment comunista. A Grècia existien llavors 166 grups anticomunistes diferents, alguns com Sourla i Kalabaliki a Tessalònica, i Papadopoulos a Macedònia. Arxius de Solidaritat Nacional indiquen que pel 31 de març de 1946, a nivell nacional, 1.289 persones sospitoses de ser comunistes van ser assassinades, 6.671 van ser víctimes de pallisses, 84.931 van ser detingudes, 165 van ser violades, i les propietats de 18.767 van ser expropiades. El nombre de suposats comunistes presos superava els 30.000. Els responsables d'aquests assassinats, d'acord amb el DSE, van ser grups anticomunistes, guàrdies nacionals, la Policia Rural, i membres de l'Exèrcit britànic.

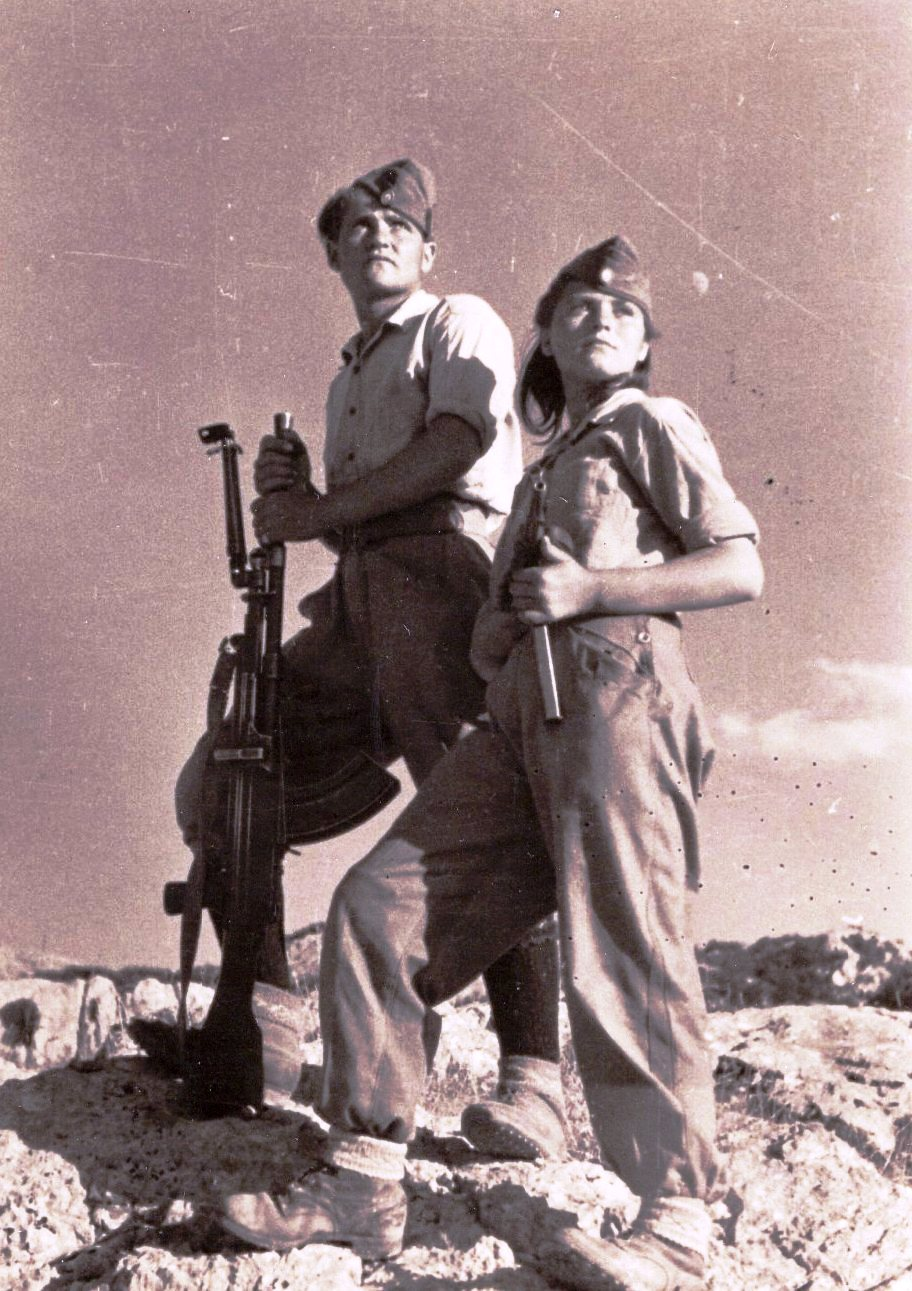
Combatents del DSE

Sota aquestes circumstàncies, els partisans perseguits, fins que van ser lliures (molts d'ells van ser capturats com a militars sota falses acusacions d'assassinats i brutalitat contra la població), van començar a organitzar grups guerrillers, amb el nom de Grups de Soldats Perseguits. Per a l'estiu de 1946, cèl·lules d'aquests grups s'havien establert per tota Grècia. El començament oficial de la lluita armada vi després de l'atac a una comissaria de la Policia Rural a Litochoro per 33 guerrillers el 31 de març de 1946, dia d'eleccions.

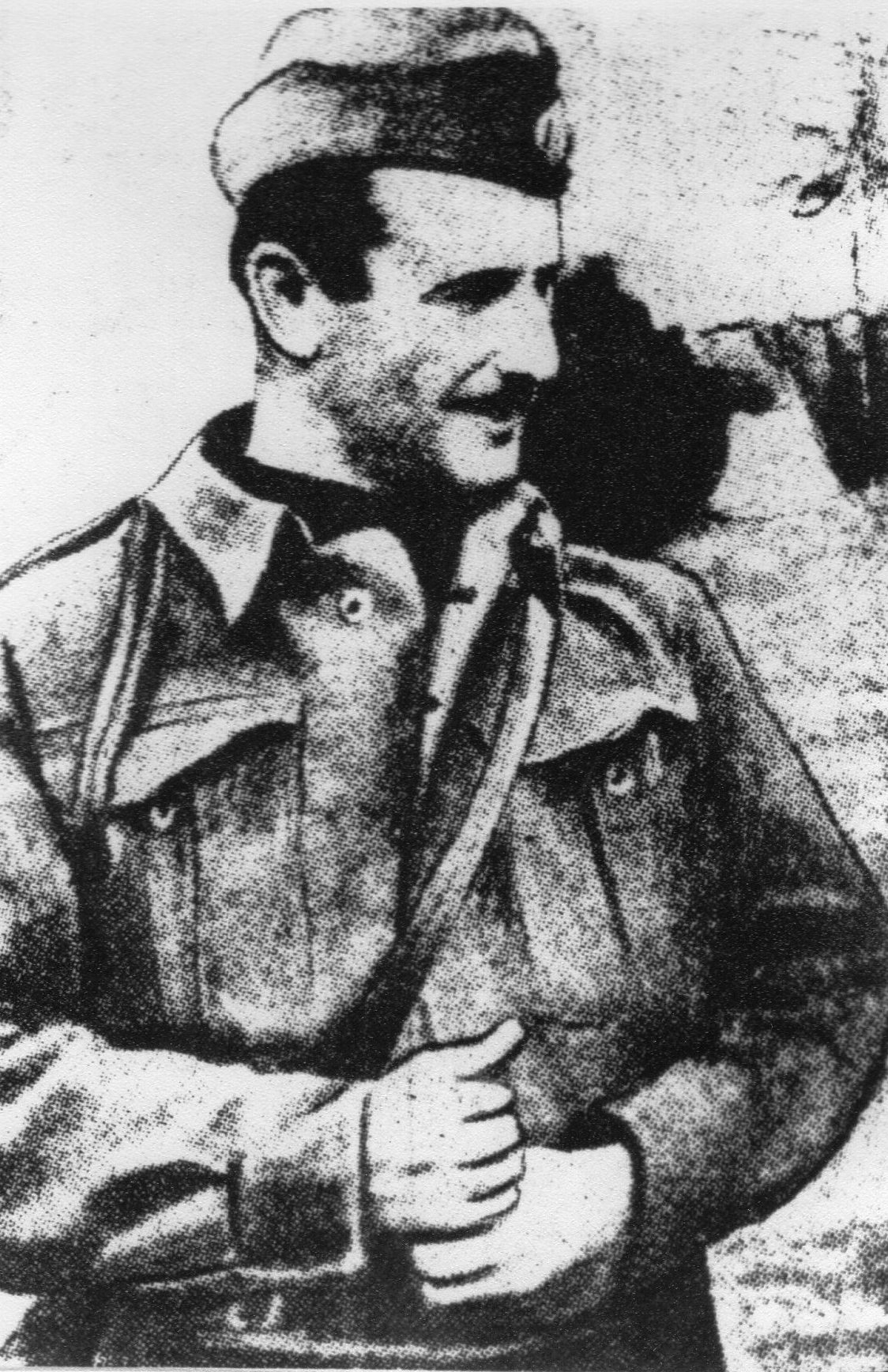
Markos Vafeiadis, comandant del DSE

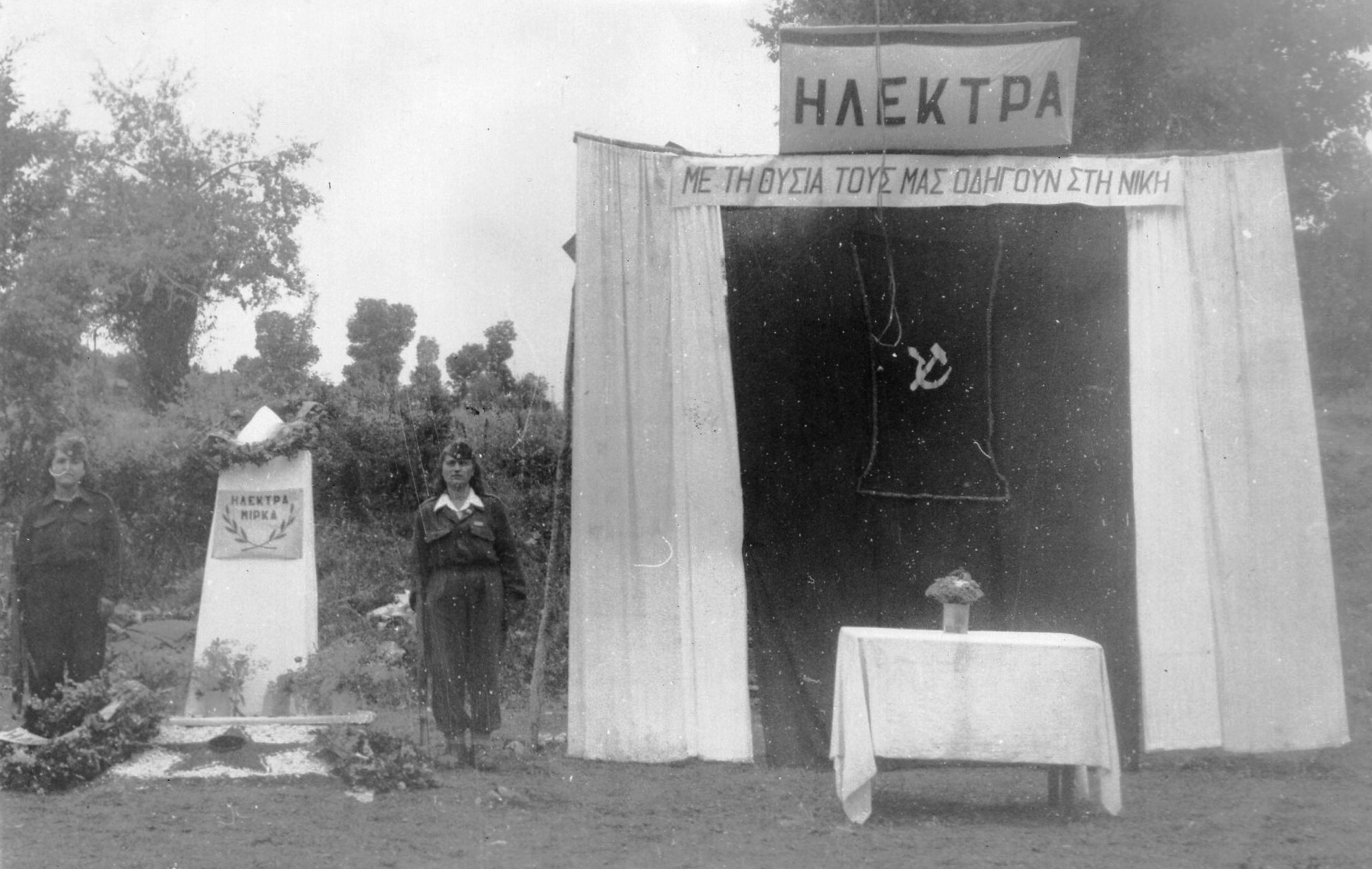
Lluitadors del DSE en eleccions

El Partit Comunista de Grècia va crear llavors el Comandament General Partisà, el 28 d'octubre de 1946, encapçalat per Markos Vafiadis. L'Ordre 19 del Comandament de Guerrilla, expedida el 27 de desembre de 1946, reanomenà als grups guerrillers com a Exèrcit Democràtic de Grècia. L'ordre incloïa la vista d'observació pel DSE: "És l'Exèrcit Nacional Revolucionari i Popular de la nova Grècia Democràtica i lluita fusell en mà per la nostra independència nacional i per la democràcia popular".
A més de les qüestions relatives a l'esforç de guerra, el Govern Provisional havia de tractar qüestions relatives a la "Llei Popular" als territoris controlats per la DSE. Això tenia a veure amb els sistemes judicial, financer i polític. A mesura que el Govern Provisional es basava en forces polítiques que tenien com a objectiu establir un estat socialista, les seves decisions eren impulsades per aquesta agenda política. L'autodeterminació de les minories nacionals que vivien a Grècia era una prioritat. El Govern Provisional i el KKE pretenien establir una República Popular de Grècia en la qual totes les nacionalitats treballarien juntes en un estat socialista. Un article escrit per Nikos Zachariadis va expressar l'estratègia del KKE després de la victòria concebuda de l'Exèrcit Democràtic de Grècia pel que es coneixia com el "Problema macedoni": "El poble macedoni adquirirà un estat independent i unificat amb una posició conjunta dins de la família de repúbliques dels pobles lliures dels Balcans, a les quals hi pertanyerà el poble grec. El poble macedoni està lluitant per aquest estat unit independent amb una posició conjugal i està ajudant al DSE amb tota la seva ànima ... " La política d'autodeterminació per a Macedònia dins d'una República Popular es va reiterar durant la 5a reunió del Comitè Central del KKE, celebrada el gener de 1949, que va declarar que els "macedonis que participen en la lluita d'alliberament trobaran el seu restabliment nacional complet, ja que volen donar la seva sang per aquesta adquisició ... Els comunistes macedònics haurien de prestar molta atenció als elements xovinistes i contraactius estrangers que volen trencar la unitat entre els grecs i macedonis. Això només servirà als monarquistes i a l'imperialisme britànic ...". Aquesta afirmació es pot explicar a causa de la gran quantitat de combatents eslavomacedonis (30-50%) entre els combatents de DSE.
La guerra es va estendre tres anys més, en els quals el KKE i els seus aliats van establir un Govern Provisional a la muntanya Vitsi, on es trobava també la Caserna General del DSE. El president d'aquest Govern Provisional era també el Comandant en Cap del DSE, Markos Vafiadis.
Aquest Govern Provisional no va tenir cap reconeixement internacional. Durant els primers dos anys, des de 1946 fins a principis de 1948, mantenia el control d'àmplies zones rurals però no de ciutats importants. Al mateix temps, l'Exèrcit grec, guiat per la cúpula militar britànica fins a 1947 i posteriorment per una delegació militar estatunidenca dirigida pel general James van Fleet, va establir la posició del govern d'Atenes en la resta del país i va obtenir el reconeixement internacional.
Després d'un cop fatal sofert a principis de 1948, quan 20.000 homes de la III Brigada del DSE van ser abatuts, aquests van perdre un enorme suport en la Grècia meridional, a causa de la mala gestió política i econòmica de l'àrea (el 70% de l'àrea rural del Peloponès estava controlada pel Govern Provisional). Aquest va ser el principi de la fi de la Guerra Civil Grega. Al mateix temps, els esforços de la Caserna General del DSE per capturar i mantenir alguna ciutat gran al nord del país com Konitsa o Flórina van desembocar en catastròfiques derrotes pels partisans, derrotes de les quals mai se'n recuperarien.
Al mateix temps, el DSE experimentava un gran problema de reserves. Molts dels homes i dones amb capacitat i voluntat d'ingressar en les seves files van ser empresonats o incapaces d'arribar a les àrees controlades pel Govern Provisional.
Una de les batalles més grans de tota la Guerra Civil Grega va tenir lloc a la serra de Grammos, en 1948. L'operació va tenir lloc després que l'Exèrcit Nacional assegurés el Peloponès, on van aconseguir derrotar la III Divisió del DSE, que comptava amb 20.000 combatents. En la Batalla de Grammos, forces de l'Exèrcit Nacional, sota el nom en clau d'Operació Koronis, van desplegar 100.000 tropes, mentre el DSE solament comptava amb 12.000 homes. La batalla va durar des del 16 de juny fins al 21 d'agost de 1948. Aquell dia les forces del DSE, després d'una dura lluita, va trencar el cèrcol de les tropes governamentals i es va dirigir a l'est, cap a Vitsi. La maniobra des de Grammos cap a Vitsi és considerada com una de les més importants accions tàctiques del DSE durant la guerra, des del punt de vista militar.
Cap als últims dies d'agost de 1949, l'Exèrcit Nacional controlava la major part de Grècia, i amb el suport i guia del Govern estatunidenc, va desembarcar 180.000 tropes, aconseguint la derrota de 7.000 combatents de l'Exèrcit Democràtic de Grècia en la línia Grammos-Vitsi. Després d'aquesta derrota, els membres del DSE van travessar la frontera amb Albània i es van dispersar en campaments als quals van anomenar "repúbliques socialistes", similar als combatents acampats a Taixkent, la capital de l'Uzbekistan en l'URSS.
La confrontació de postguerra va deixar al país en ruïnes. Molts joves de tots dos bàndols van morir en el camp de batalla, van ser empresonats o van partir a l'exili. La situació política va ser molt inestable durant més de 25 anys, fins que va arribar el Règim dels Coronels. El fantasma de la guerra civil va continuar planejant sobre Grècia molts anys després. El 1981, quan el partit Moviment Socialista Panhel·lènic (PASOK) va arribar al poder a Grècia després d'un llarg període de dominació de dreta, els refugiats polítics de la DSE van rebre finalment el permís per tornar a la seva pàtria (exclosos els eslavomacedonis) del nou ministre de l'Interior, Georgios Gennimatas. Markos Vafiadis també va tornar a Grècia i va donar suport al govern del PASOK i fins i tot en va ser elegit diputat al Parlament per PASOK.
En 1989, el Parlament grec va votar per unanimitat una llei que declarava els tres anys de guerra entre 1946 i 1949 com la Guerra Civil Grega, i van reconèixer als antics "bandits comunistes" com a Combatents del DSE, atorgant-los diversos privilegis, com una pensió per veterans de guerra i fins i tot visats perquè els exiliats poguessin tornar a Grècia.